# 高原松田鼠
高原松田鼠（学名：Neodon irene）一种分布于中国西部地区的啮齿动物，隶属于仓鼠科亚洲松田鼠属。本种是中国的特有物种。分布于西藏、甘肃、青海、云南、四川等地，一般生活于高山草原和灌丛耕地。该物种的模式产地在四川康定附近。

## 形态特征
高原松田鼠是一种中等体型的田鼠，其尾巴短小且纤细，长度不超过后足的两倍，也不及体长的一半。不同个体间的毛色存在显著差异，背部通常呈深棕褐色或黄褐色，其间夹杂着黑褐色的长毛；腹部则呈现出灰白色。

## 亚种
- 高原松田鼠云南亚种（学名：Neodon irene forresti），Hinton于1923年命名。在中国大陆，分布于云南澜沧江与金沙江分水岭等地。该物种的模式产地在云南澜沧江和长江的分水岭（27°30'N）。[4]
- 高原松田鼠指名亚种（学名：Neodon irene irene），Thomas于1911年命名。在中国大陆，分布于云南西北部、西藏东北部、四川等地。该物种的模式产地在四川康定附近。[5]
- 高原松田鼠甘肃亚种（学名：Neodon irene oniscus），Thomas于1911年命名。[6]